# Чертолино (посёлок)
Черто́лино — посёлок сельского типа в Ржевском районе Тверской области. Центр сельского поселения «Чертолино».
Находится в 25 километрах к западу от города Ржева, на железной дороге «Москва — Великие Луки — Рига» (261-й километр от Москвы). В 1 км севернее посёлка — автомагистраль М9 «Балтия».
Население по переписи 2002 года — 163 человека, 68 мужчин, 95 женщин.

## В посёлке
- администрация сельского поселения.
- МОУ Чертолинская Средняя общеобразовательная школа
- железнодорожная станция Чертолино (Московское отделение Октябрьской железной дороги).

## История
Станция Чертолино Московско-Виндаво-Рыбинской железной дороги открыта в 1901 году. Названа по сельцу Чертолино Ржевского уезда Тверской губернии (сейчас это деревня Чертолино, расположенная в 5 км севернее посёлка, на реке Сишка).
Возникший при станции посёлок Чертолино в 1935 году ненадолго стал центром Чертолинского района Калининской области. 20 марта 1936 года ВЦИК принял постановление о «территориальной перестройке Чертолинского района» в новых границах, по которому центром района стало село Молодой Туд, а район получил наименование Молодотудского. Сам посёлок отошёл к Ржевскому району.
Во время Великой Отечественной войны Чертолино было оккупировано в октябре 1941 года, 6 января 1942 года станция Чертолино освобождена воинами 361-й сд Калининского фронта. В конце январе 1942 года немецко-фашистские войска вновь заняли Чертолино. Окончательно освобождено в марте 1943 года в ходе Ржевско-Вяземской операции 1943 года. В настоящее время в посёлке и ближних деревнях имеется 5 братских могил общей численностью захороненных до 13235 человек.
В 1960-80-е годы посёлок Чертолино центр сельсовета Ржевского района, главная усадьба колхоза «Прогресс», в посёлке средняя школа, магазин, почтовое отделение, ФАП.
С 1994 года посёлок центр Чертолинского сельского округа, в 1997 году — 72 хозяйства, 257 жителей. СПК «Прогресс» (бывший колхоз) не функционирует. В 2006 году к посёлку подведён природный газ, в 2011 открыт молокоприёмный пункт сбытового потребительского кооператива «Чертолино».

## Население
| 1991 | 2002 | 2010 |
| ---- | ---- | ---- |
| 235  | ↘163 | ↗167 |

## Известные люди
- Гвоздев, Иван Владимирович (1908—1938) — Герой Советского Союза, работал на станции Чертолино.
- Бикмухаметов, Ибрагим Шагиахмедович — советский лётчик, 4 августа 1942 года в воздушном бою у Чертолино совершил таран вражеского истребителя, нанеся удар хвостом своего истребителя по крылу противника. В результате истребитель противника потерял управление, сорвался в штопор и погиб. Свой повреждённый ЛаГГ-3 Бикмухаметов привёл на аэродром и благополучно совершил посадку.